# Zarra (kommun)
Zarra är en kommun i Spanien.   Den ligger i provinsen Província de València och regionen Valencia, i den östra delen av landet, 270 km sydost om huvudstaden Madrid. Antalet invånare är 548. Arean är 50 kvadratkilometer. Zarra gränsar till Ayora, Teresa de Cofrentes och Jarafuel. 
Terrängen i Zarra är kuperad åt nordost, men åt sydväst är den platt.